# Унаї Еспосіто
Унаї Еспосіто (ісп. Unai Expósito, нар. 23 січня 1980, Баракальдо) — іспанський футболіст, що грав на позиції захисника.
Виступав, зокрема, за клуби «Осасуна» та «Атлетік Більбао», а також національну збірну Іспанії.

## Біографія
Народився 23 січня 1980 року в місті Баракальдо. Ази футболу опановував в тамтешніх юнацьких командах. Пізніше потрапив у кантеру клубу «Атлетік Більбао» і вважається вихованцем цієї футбольної школи.
Вишколений тактично й технічно правша, який міг грати як на правому фланзі захисту, так і розгортати швидкі атаки з центра поля.

### Клубна кар'єра
У дорослому футболі дебютував з 1998 року виступами за команду клубу «Басконія», в якій провів один сезон, взявши участь у 37 матчах. 
Згодом з 1999 по 2003 рік грав у складі команд клубів «Більбао Атлетік», «Атлетік Більбао» та «Нумансія».
Своєю грою за останню команду привернув увагу представників тренерського штабу клубу «Осасуна», до складу якого приєднався 2003 року. Відіграв за клуб з Памплони наступні два сезони своєї ігрової кар'єри.
В 2005 році повернувся до клубу «Атлетік Більбао». Цього разу провів у складі баскської команди три сезони. 
Протягом 2008—2014 років захищав кольори клубів «Еркулес», «Картахена», «Нумансія» та «Баракальдо».
Завершив професійну ігрову кар'єру в клубі «Сантуртці», провівши там два сезони: протягом 2014—2016 років.

### Виступи за збірну
Крім того, Унаї Еспосіто провів одну виставкову гру за національну команду Країни Басків.